# 迟重瑞
迟重瑞（1952年12月23日—），中国演员，毕业于上海戏剧学院。因出演《西游记》的唐僧为观众熟知。之后1990年与当时的中国女首富陈丽华结婚，退出演艺圈。现在为中国电视剧艺术家协会会员，澳门歌演艺联会顾问，北京海外联谊会理事，北京侨资企业协会理事，中国紫檀博物馆副馆长，香港富华家具企业有限公司董事兼总经理。之后又在《西游记续集》、《吴承恩与西游记》都饰演唐僧。

## 电影作品
- 《金色的晚秋》 杜明光
- 《笔中情》 二公子桓述
- 《这不是误会》 孙水康
- 《夜幕下的哈尔滨》 塞上肖
- 《直奉大战》 李彦青

## 电视剧作品
| 年     | 劇名               | 角色 | 备注                    |
| 1983年 | 《豆劳蔻花开》     |      | 電視劇与李媛媛合演      |
| 1986年 | 《西游记》         | 唐僧 | 電視劇饰演第13、17-25集 |
| 1999年 | 《西游记》续集     | 唐僧 | 電視劇後八集            |
| 2005年 | 《鉴真东渡》       | 鉴真 | 電視劇                  |
| 2007年 | 《吴承恩与西游记》 | 唐僧 | 電視劇                  |